# Nuevo Ejido de San Lorenzo
Nuevo Ejido de San Lorenzo är en ort i Mexiko.   Den ligger i kommunen Irapuato och delstaten Guanajuato, i den centrala delen av landet, 280 km nordväst om huvudstaden Mexico City. Nuevo Ejido de San Lorenzo ligger 1 741 meter över havet och antalet invånare är 442.
Terrängen runt Nuevo Ejido de San Lorenzo är platt norrut, men söderut är den kuperad. Runt Nuevo Ejido de San Lorenzo är det tätbefolkat, med 790 invånare per kvadratkilometer. Närmaste större samhälle är Irapuato, 13,8 km sydost om Nuevo Ejido de San Lorenzo. Trakten runt Nuevo Ejido de San Lorenzo består till största delen av jordbruksmark.